# Zastupitelstvo města Hradec Králové
Zastupitelstvo města Hradec Králové je voleným orgánem Hradce Králové. Je složeno ze 37 členů, kteří jsou voleni v rámci komunálních voleb na 4 roky.
Zastupitelstvo zasedá v sídle Krajského úřadu Královéhradeckého kraje a příležitostně i v budově Adalbertina v Hradci Králové, schází se většinou jednou měsíčně. Všechna zasedání jsou veřejně přístupná a ze záznamu dostupná na webu MmHK.

## Volby do zastupitelstva

### Složení zastupitelstva ve volebním období 1990–1994
Ve volebním období 1990–1994 bylo v zastupitelstvu 13 politických klubů:
| Volební strana                      | Mandáty |
| ----------------------------------- | ------- |
| Občanské fórum                      | 16      |
| Komunistická strana Čech a Moravy   | 12      |
| Křesťanskodemokratická strana       | 9       |
| Nezávislí kandidáti                 | 6       |
| Česká strana sociálně demokratická  | 6       |
| Československá strana lidová        | 2       |
| Československá strana socialistická | 2       |
| Strana zelených                     | 2       |
| Podnikatelsko živnostenská strana   | 1       |
| Republikánská unie-Svobodný blok    | 1       |
| Sdružení nezávislých kandidátů      | 1       |
| Československá strana zemědělská    | 1       |
| Liberálně demokratická strana       | 1       |

### Složení zastupitelstva ve volebním období 1994–1998
Ve volebním období 1994–1998 bylo v zastupitelstvu 10 politických klubů:
| Strana                                         | Mandáty |
| ---------------------------------------------- | ------- |
| Občanská demokratická strana                   | 12      |
| Občanská demokratická aliance                  | 6       |
| Komunistická strana Čech a Moravy              | 6       |
| Česká strana sociálně demokratická             | 4       |
| Sdružení DŽJ, NK                               | 2       |
| Koalice KDS, DEU                               | 2       |
| Strana podnikatelů, živnostníků a rolníků ČR   | 2       |
| Koalice KDU-ČSL, KAN                           | 1       |
| Koalice SPR-RSČ, SDČR                          | 1       |
| Sdružení LSNS, SZ, Svobodní demokraté (OH), NK | 1       |

### Složení zastupitelstva ve volebním období 1998–2002
Ve volebním období 1998–2002 bylo v zastupitelstvu 11 politických klubů:
| Strana                                                        | Mandáty |
| ------------------------------------------------------------- | ------- |
| Občanská demokratická strana                                  | 10      |
| Volba pro město                                               | 8       |
| Komunistická strana Čech a Moravy                             | 6       |
| Křesťanská a demokratická unie - Československá strana lidová | 3       |
| Česká strana sociálně demokratická                            | 3       |
| Unie svobody – Demokratická unie                              | 2       |
| Sdružení Nezávislí, NK                                        | 1       |
| Sdružení DŽJ, NK                                              | 1       |
| Sdružení OS, NK ("Hradecký demokratický klub")                | 1       |
| Sdružení ŽS, NK                                               | 1       |
| Sdružení ČSNS, NK                                             | 1       |

### Složení zastupitelstva ve volebním období 2002–2006
Ve volebním období 2002–2006 bylo v zastupitelstvu 6 politických klubů:
| Strana                                                        | Mandáty |
| ------------------------------------------------------------- | ------- |
| Občanská demokratická strana                                  | 13      |
| Volba pro město                                               | 7       |
| Česká strana sociálně demokratická                            | 6       |
| Komunistická strana Čech a Moravy                             | 6       |
| Hradecký demokratický klub                                    | 3       |
| Křesťanská a demokratická unie – Československá strana lidová | 2       |

### Složení zastupitelstva ve volebním období 2006–2010
Ve volebním období 2006–2010 bylo v zastupitelstvu 5 politických klubů:
| Strana                             | Mandáty |
| ---------------------------------- | ------- |
| Občanská demokratická strana       | 19      |
| Česká strana sociálně demokratická | 7       |
| Komunistická strana Čech a Moravy  | 5       |
| Hradecký demokratický klub         | 3       |
| Volba pro město                    | 3       |

### Složení zastupitelstva ve volebním období 2010–2014
Ve volebním období 2010–2014 bylo v zastupitelstvu 8 politických klubů (v závorce je uveden počet mandátů):
| Strana                             | Mandáty |
| ---------------------------------- | ------- |
| Česká strana sociálně demokratická | 8       |
| Občanská demokratická strana       | 6       |
| Hradecký demokratický klub         | 5       |
| Komunistická strana Čech a Moravy  | 5       |
| TOP 09                             | 4       |
| Volba pro město                    | 4       |
| Změna pro Hradec                   | 3       |
| Koalice SNK ED, KDU-ČSL            | 2       |

### Složení zastupitelstva ve volebním období 2014–2018
Ve volebním období 2014–2018 je v zastupitelstvu 8 politických klubů:
| Strana                                                                | Mandáty |
| --------------------------------------------------------------------- | ------- |
| Hradecký demokratický klub                                            | 12      |
| ANO 2011                                                              | 6       |
| Česká strana sociálně demokratická                                    | 5       |
| Komunistická strana Čech a Moravy                                     | 4       |
| Občanská demokratická strana                                          | 3       |
| TOP 09                                                                | 3       |
| Koalice pro Hradec (KDU-ČSL)                                          | 2       |
| Změna pro Hradec (s podporou Strany zelených a České pirátské strany) | 2       |

### Složení zastupitelstva ve volebním období 2018–2022
Ve volebním období 2018–2022 je v zastupitelstvu 7 politických klubů:
| Strana                            | Mandáty |
| --------------------------------- | ------- |
| ANO 2011                          | 11      |
| Hradecký demokratický klub        | 7       |
| Občanská demokratická strana      | 5       |
| Česká pirátská strana             | 5       |
| Změna pro Hradec a Zelení         | 3       |
| Koalice pro Hradec (KDU-ČSL)      | 3       |
| Komunistická strana Čech a Moravy | 3       |

### Složení zastupitelstva ve volebním období 2022–2026
Ve volebním období 2022–2026 je v zastupitelstvu 7 politických klubů:
| Strana                              | Mandáty |
| ----------------------------------- | ------- |
| ANO 2011                            | 13      |
| Hradecký demokratický klub & TOP 09 | 7       |
| Občanská demokratická strana        | 5       |
| Česká pirátská strana               | 4       |
| ROZVÍJÍME HRADEC                    | 3       |
| Svoboda a přímá demokracie          | 3       |
| Změna pro Hradec a Zelení           | 2       |